# Raymond Passat
Raymond Passat (28 december 1913 - 16 juni 1988) was een Frans wielrenner.

## Levensloop en carrière
Passat was professioneel wielrenner in de jaren '30. Hij won 2 etappes in de Ronde van Frankrijk.

## Resultaten in voornaamste wedstrijden
| Jaar | Ronde van Italië | Ronde van Frankrijk | Ronde van Spanje |
| ---- | ---------------- | ------------------- | ---------------- |
| 1936 |                  | 36e                 |                  |
| 1937 |                  | 12e (1)             |                  |
| 1938 |                  | 22e                 |                  |
| 1939 |                  | 12e (1)             |                  |